# 拉格爾斯維爾 (印地安納州)
拉格斯維爾（英語：Raglesville）是位於美國印地安納州戴維斯縣的一個人口普查指定地區。

## 地理
拉格斯維爾的座標為38°48′12″N 86°57′41″W / 38.80333°N 86.96139°W，而該地最高點為海拔高度187米（即614英尺）。

## 人口
根據2010年美國人口普查的數據，拉格斯維爾的面積為2.20平方千米，當中陸地面積為2.20平方千米，而水域面積為0.00平方千米。當地共有人口141人，而人口密度為每平方千米64.09人。